# Padang Datar (Krueng Sabee)
Padang Datar is een bestuurslaag in het regentschap Aceh Jaya van de provincie Atjeh, Indonesië. Padang Datar telt 917 inwoners (volkstelling 2010).